# Xieng Khouang

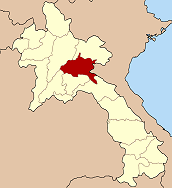
Xieng Khouangs läge i Laos

Xieng Khouang (laotiska: ຊຽງຂວາງ) är en provins i nordvästra Laos. Befolkningen uppgår till 244 684 personer (2015). Provinsens huvudstad är Phonsavan. Den berömda krukslätten (laotiska: ທົ່ງໄຫຫິນ) ligger i provinsen.

## Administrativ indelning
Provinsen är indelad i följande distrikt:
- Kham (9-02)
- Khoune (9-04)
- Morkmay (9-05)
- Nonghed (9-03)
- Pek (9-01)
- Phaxay (9-07)
- Phookood (9-06)
- Thatom (9-08)